# Кияшахр
Кияшахр (перс. کیاشهر, старое название Бандар-е Фарахназ, بندر فرحناز) — город, находящийся в остане Кияшахр в шахрестане Астане-йе Ашрафийе, на расстоянии 17 км от города Астане-йе Ашрафийе и примерно в 50 км от центра провинции Гилян города Решт. В тот участок Каспийского моря, где расположен порт города Кияшахр, впадает река Сефидруд, один исток которой берет начало в горах Талекан, а другой — в горах Северного Зенджана. Эта река разделяет город на западную и восточную части. В восточной части Кияшахра расположены административные учреждения, а на западе проживает основная часть горожан.

## История
В середине XIII века по приказу Хосейн-Кия Каргия бен Сеййид Хейдар-Кия была основана деревня, названная по его имени, «Хосейн-Кия-дех» (перс. «дех» — деревня). В этом месте исторически происходило много различных конфликтов и столкновений. В старые времена через порт Бандар-е Хосейн-Кия-дех осуществлялась торговля с Россией. Хосейн-Кия-дех в 1931 г. был провозглашен городом и входил в состав одной из волостей бахща Астане шахрестана Лахиджан.

## Достопримечательности
Местом паломничества в городе является мавзолей Ага Сейида Абу-Джаафара. Предком этого сеййида был имам Реза. Мавзолей располагается при въезде в город, в западной стороне, то есть, на шоссе Чамхале. В квартале «Куй-е Имам» располагается также мавзолей Ага Сейида Зекрии. До него можно дойти, двигаясь с запада на восток (в сторону выхода Зиба-Кенар), а потом — перейдя по мосту через реку Сефидруд. В городе существуют порт и лесопарк, где растут многолетние деревья; лесопарк привлекает в регион много туристов. На севере города существует пруд под названием «Буджах», через который построен деревянный мост длиною в 1 км, . Рыбный промысел в порту Кияшахра осуществляется вот уже 150 лет. В этом районе Российская Империя открыла первый пункт по добыче икры. Несмотря на 150-летний возраст, в городе все ещё существуют построенные русскими дом заведующего рыбным промыслом и деревянные здания, которые являются важной городской достопримечательностью. Красивый песчаный берег порта Кияшахра является одним из лучших мест для купания, привлекая каждый год большое количество отдыхающих. С запада от реки Сефидруд можно наблюдать за жизнью животных в природных условиях (там водятся буйволы, лошади, коровы). В порту Кияшахра существует и помещение для стоянки мотоциклов, построенное на побережье Каспийского моря.

## Демографическая динамика
Демографическое движение Кияшахра весьма необычна не только для городов Ирана в целом, которые достаточно быстро растут, но и для более медленно растущих городов остана Гилян. Если брать данные трех последних переписей населения Ирана, то динамика населения города изменялась следующим образом: 14133 жителя в октябре 1996 г., 13772 жителя в октябре 2006 г. и 13753 в октябре 2011 г. Таким образом, население города за рассматриваемый период не выросло, а, напротив, сократилось, хотя и незначительно: в 1,03 раза, уменьшаясь темпами −0,18 % в год. Эти отрицательные темпы роста по всей вероятности связаны с эмиграцией населения из города. За 2011 г. есть данные и по половому составу городских жителей. Перепись показала, что в нём проживает 6850 мужчин и 6903 женщины, или на 100 женщин приходится 99 мужчин. Это соотношение также необычно для Ирана, поскольку в иранских городах обычно преобладают мужчины, и может быть связано с их более интенсивной эмиграцией.